# Перейра да Силва, Рафаэл
Рафаэ́л Пере́йра да Си́лва (порт. Rafael Pereira da Silva; родился 9 июля 1990 года в Рио-де-Жанейро), более известный как Рафаэ́л или Рафаэ́л да Си́лва (порт. Rafael da Silva) — бразильский футболист, крайний защитник. Наиболее известен по выступлениям за английский клуб «Манчестер Юнайтед», за который он играл в 2008—2015 годах. Брат-близнец Рафаэла, Фабио, также являлся игроком «Юнайтед» в 2008—2014 годах.

## Ранние годы
Рафаэл родился в Петрополисе, который находится примерно в часе езды от Рио-де-Жанейро. Он начал играть в футбол с 5 лет. Рафаэл и его брат-близнец Фабио играли в футбол в командах пять на пять человек. Их заметили скауты «Флуминенсе», которые предложили им поиграть за клуб. Близнецы согласились и возрасте 11 лет переехали в тренировочный центр «Флуминенсе», где они тренировались и проживали.

## Клубная карьера

### «Флуминенсе»
Рафаэл начал футбольную карьеру в бразильском клубе «Флуминенсе», за который он играл на молодёжном уровне. Рафаэля и его брата Фабио заметил летом 2005 года на юношеском турнире в Гонконге Лес Кершоу, который в тот момент возглавлял молодёжную академию «Манчестер Юнайтед». Руководство «Манчестер Юнайтед» договорилось о просмотре близнецов в Манчестере в 2005 году. Вскоре после этого с близнецами встретился скаут лондонского «Арсенала», предложивший им просмотр в Лондоне без разрешения «Флуминенсе», однако их мать отговорила их от этого. Также с близнецами общались скауты мадридского «Реала», когда футболисты находились на международных сборах.

### «Манчестер Юнайтед»

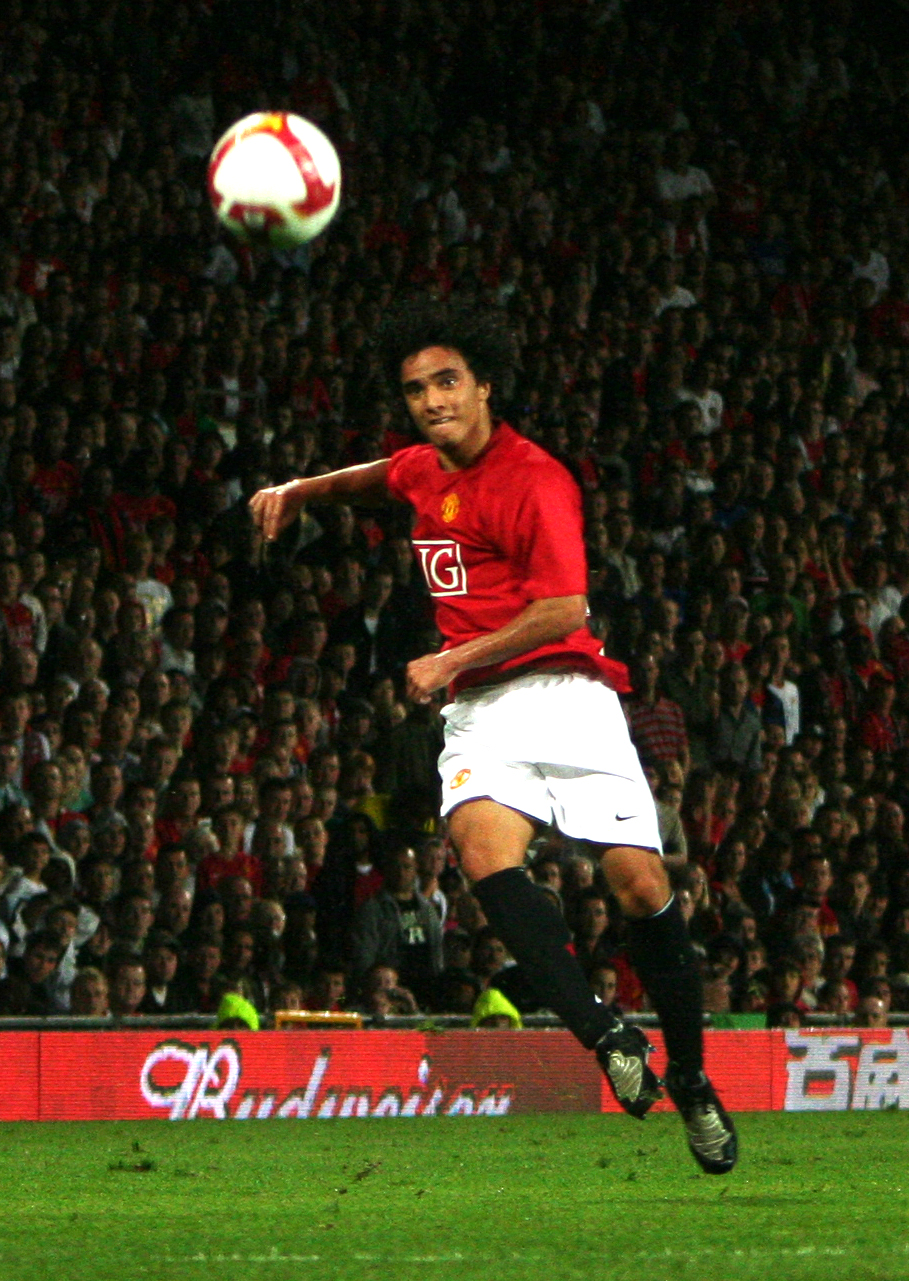
Рафаэл в матче с «Ювентусом»

Рафаэл и Фабио приняли решение о переходе в английский клуб «Манчестер Юнайтед», и в феврале 2007 года они подписали контракты с клубом. Близнецы переехали в Манчестер в январе 2008 года, но не могли выходить на поле до достижения ими возраста 18 лет в июле 2008 года. Рафаэл дебютировал за клуб в товарищеском матче против «Питерборо Юнайтед» 4 августа 2008 года. Яркая, скоростная игра Рафаэля в матче с «Питерборо» была тем более удивительна, что Рафаэль, как и его брат не играли в течение целого года. После матча Алекс Фергюсон назвал игру Рафаэла «сенсационной»: «Молодые футболисты сыграли фантастически, а правый защитник Рафаэл стал для меня просто сенсацией», — сказал сэр Алекс после матча в интервью MUTV. — «Я думаю, он стал для нас настоящим открытием. Рафаэль не играл целый год, а сегодня провел на поле все 90 минут. Его брат Фабио сыграл 45 минут и также действовал очень хорошо, так что мы по-настоящему довольны их вкладом в игру. Вы знаете, в футболе так бывает. Иногда случается так, что звёзды получаются из маленьких крупиц. Я думаю, сегодня вечером мы получили доказательства, что к нам пришли очень хорошие футболисты».
Рафаэл был включён в заявку клуба на сезон 2008/09 и получил футболку с номером «21». Он дебютировал в официальных встречах за команду в матче Премьер-лиги против «Ньюкасла» 17 августа 2008 года, который завершился со счётом 1:1. 23 сентября 2008 года Рафаэл впервые вышел на поле в стартовом составе «Юнайтед» в матче третьего раунда Кубка Футбольной лиги против «Мидлсбро». 30 сентября Рафаэл вышел в стартовом составе клуба в матче против «Ольборга» в Лиге чемпионов и провёл впечатляющий матч, создавая угрозы датчанам своими атакующими проходами и двумя хорошими ударами, но на 66-й минуте был вынужден покинуть поле из-за травмы.
18 октября 2008 года Рафаэл дебютировал в стартовом составе клуба в Премьер-лиге в матче против «Вест Бромвич Альбион», завершившемся со счётом 4:0 в пользу «Юнайтед». Свой первый гол за «Юнайтед» Рафаэл забил в гостевом матче с «Арсеналом» 8 ноября 2008 года на 89-й минуте, мощным ударом отправив мяч в левый угол ворот. Матч закончился поражением «красных дьяволов» со счётом 2:1. 19 апреля 2009 года в полуфинальном матче Кубка Англии против «Эвертона» Рафаэл и его брат-близнец Фабио впервые вместе вышли на поле в стартовом составе клуба. «Юнайтед» проиграл в этом матче по пенальти со счётом 4:2.

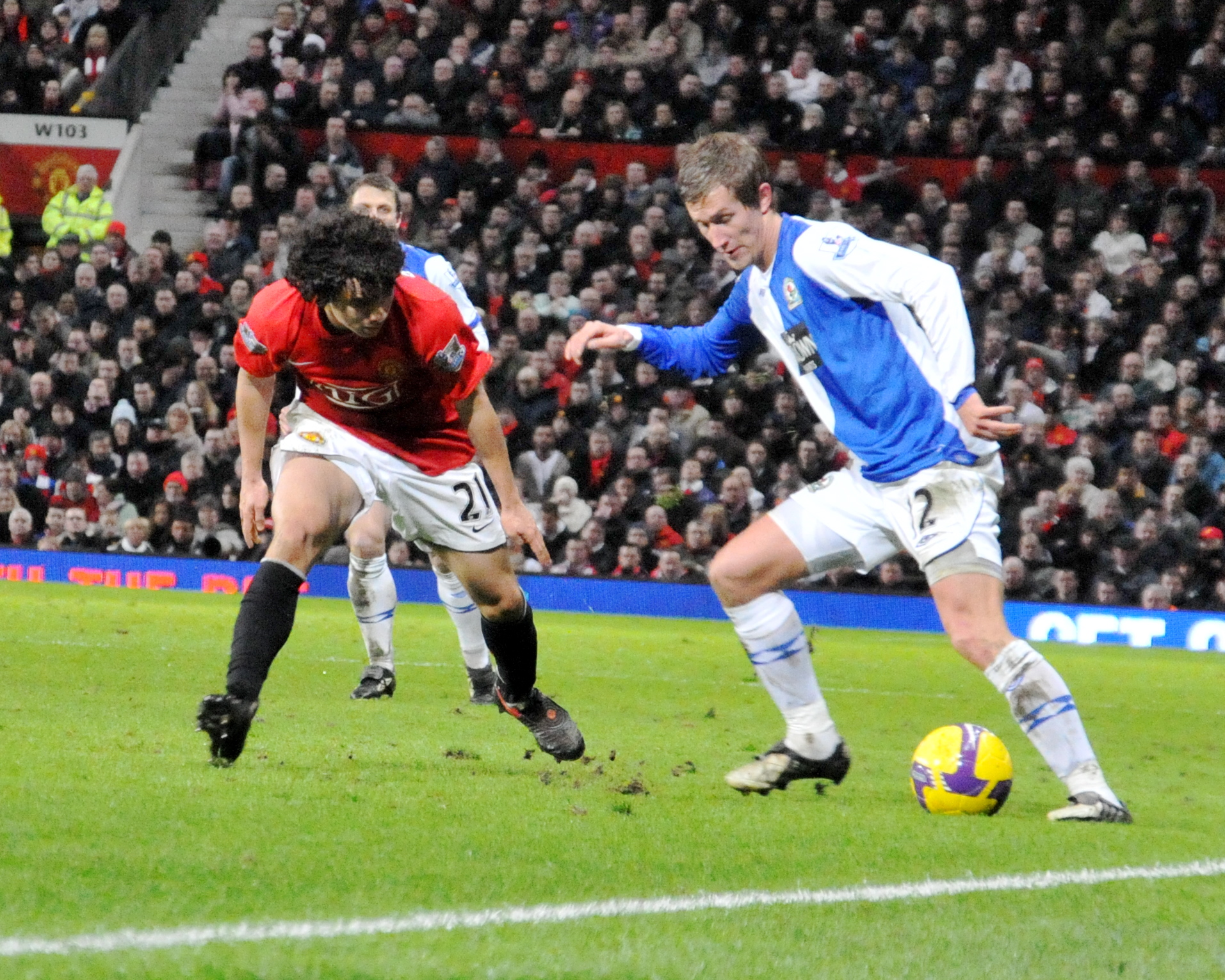
Рафаэл в матче против «Блэкберна»

По окончании сезона 2008/09 Рафаэл и его одноклубник Джонни Эванс были включены в список номинантов на получение награды молодому игроку года. Награду, однако, получил игрок «Астон Виллы» Эшли Янг. В апреле 2009 года Рафаэл продлил свой контракт с «Юнайтед» на два года, до 2013 года. В октябре 2009 года в матче Кубка Футбольной лиги против «Барнсли» Фабио да Силва получил жёлтую карточку за фол, который совершил Рафаэл. «Манчестер Юнайтед» подал апелляцию и ошибка была устранена. 30 декабря 2009 года Рафаэл забил свой второй гол за «Юнайтед» (и первый на «Олд Траффорд») в матче против «Уигана», обыграв нескольких соперников и точно пробив в правый угол ворот. 7 апреля 2010 года Рафаэл впервые в своей карьере был удалён за две жёлтые карточки в ответном матче 1/4 финала Лиги чемпионов против «Баварии».
16 января 2011 года в матче Премьер-лиги против «Тоттенхэм Хотспур» Рафаэл был удалён за две жёлтые карточки: первую он получил за удар в прыжке Уилсона Паласиоса, а вторую — за неочевидный фол на Бенуа Ассу-Экотто. Получив красную карточку от судьи Майка Дина, Рафаэл активно выразил своё негодование, после чего покинул поле. Футбольная ассоциация Англии по итогам этого инцидента предъявила Рафаэлу обвинение в неподобающем поведении. Рафаэл признал свою вину, и Футбольная ассоциация ограничилась штрафом в размере £8000 и предупреждением, но не стала продлять одноматчевую дисквалификацию бразильца. В матче Премьер-лига против «Блэкпула» 25 января Рафаэл столкнулся с Марлоном Хэрвудом, после чего упал на поле и пролежал 10 минут, в течение которых врачи оказывали ему помощь, после чего унесли его с поля на носилках и в кислородной маске. Несмотря на опасения медицинского персонала, у Рафаэла было лишь сотрясение мозга, из-за чего он пропустил матч Кубка Англии против «Саутгемптона». 5 февраля в матче против «Вулверхэмптона» Рафаэл вывихнул палец на руке, но после получения медицинской помощи продолжил матч.
В начале сезона 2011/12 Рафаэл получил вывих плеча на тренировке, из-за чего выбыл на 10 недель. Всего в сезоне 2011/12 Рафаэл провёл 18 матчей.
2 июля 2012 года продлил свой контракт с клубом до окончания сезона 2015/16. Перед началом сезона 2012/13 получил футболку с номером «2», ранее принадлежавшую Гари Невиллу. 25 августа 2012 года забил свой первый гол в сезоне в матче против «Фулхэма», замкнув головой навес Эшли Янга. 23 сентября сравнял счёт в матче против «Ливерпуля» кручёным ударом в дальний от вратаря угол. В этом матче «Юнайтед» смог одержать победу со счётом 2:1.

### «Лион»
3 августа 2015 года перешёл в «Лион». Контракт подписан сроком на 4 года.
Сразу после прихода в стан «Львов» получил 20 номер. Прокомментировал он это событие так: «Я взял в Лионе 20 номер, потому что я выиграл 20-й трофей с „Манчестер Юнайтед“» (имелось в виду 20-е для «Юнайтед» чемпионство, выигранное в сезоне 2012/13).
16 октября 2015 года забил первый гол за «Лион» в ворота «Монако».
1 декабря 2015 года Рафаэл заявил, что хотел бы поиграть в «Ботафого».

## Карьера в сборной

### Матчи Рафаэла за сборную Бразилии (до 17 лет)
| Матчи Рафаэла за сборную Бразилии (до 17) | Матчи Рафаэла за сборную Бразилии (до 17) | Матчи Рафаэла за сборную Бразилии (до 17) | Матчи Рафаэла за сборную Бразилии (до 17) | Матчи Рафаэла за сборную Бразилии (до 17) | Матчи Рафаэла за сборную Бразилии (до 17) |
| ----------------------------------------- | ----------------------------------------- | ----------------------------------------- | ----------------------------------------- | ----------------------------------------- | ----------------------------------------- |
| №                                         | Дата                                      | Оппонент                                  | Счёт                                      | Голы Рафаэла                              | Соревнование                              |
| 1                                         | 4 марта 2007                              | Перу (до 17)                              | 1:2                                       | -                                         | Чемпионат Южной Америки 2007              |
| 2                                         | 8 марта 2007                              | Боливия (до 17)                           | 7:2                                       | -                                         | Чемпионат Южной Америки 2007              |
| 3                                         | 10 марта 2007                             | Чили (до 17)                              | 2:0                                       | 1                                         | Чемпионат Южной Америки 2007              |
| 4                                         | 16 марта 2007                             | Аргентина (до 17)                         | 2:0                                       | -                                         | Чемпионат Южной Америки 2007              |
| 5                                         | 18 марта 2007                             | Перу (до 17)                              | 4:0                                       | -                                         | Чемпионат Южной Америки 2007              |
| 6                                         | 20 марта 2007                             | Венесуэла (до 17)                         | 4:0                                       | -                                         | Чемпионат Южной Америки 2007              |
| 7                                         | 23 марта 2007                             | Колумбия (до 17)                          | 0:0                                       | -                                         | Чемпионат Южной Америки 2007              |
| 8                                         | 25 марта 2007                             | Эквадор (до 17)                           | 5:2                                       | -                                         | Чемпионат Южной Америки 2007              |
| 9                                         | 15 июля 2007                              | Гондурас (до 17)                          | 3:0                                       | -                                         | Пан-Американские игры 2007                |
| 10                                        | 18 июля 2007                              | Коста-Рика (до 17)                        | 2:0                                       | -                                         | Пан-Американские игры 2007                |
| 11                                        | 21 июля 2007                              | Эквадор (до 17)                           | 2:4                                       | -                                         | Пан-Американские игры 2007                |
| 12                                        | 18 августа 2007                           | Новая Зеландия (до 17)                    | 7:0                                       | -                                         | Кубок мира 2007                           |
| 13                                        | 21 августа 2007                           | КНДР (до 17)                              | 6:1                                       | -                                         | Кубок мира 2007                           |
| 14                                        | 24 августа 2007                           | Англия (до 17)                            | 1:2                                       | -                                         | Кубок мира 2007                           |
| 15                                        | 29 августа 2007                           | Гана (до 17)                              | 0:1                                       | -                                         | Кубок мира 2007                           |

Итого: 15 матчей / 1 гол; 10 побед, 1 ничья, 4 поражения.

### Матчи за первую сборную
| Матчи Рафаэла за сборную Бразилии | Матчи Рафаэла за сборную Бразилии | Матчи Рафаэла за сборную Бразилии | Матчи Рафаэла за сборную Бразилии | Матчи Рафаэла за сборную Бразилии | Матчи Рафаэла за сборную Бразилии | Матчи Рафаэла за сборную Бразилии |
| --------------------------------- | --------------------------------- | --------------------------------- | --------------------------------- | --------------------------------- | --------------------------------- | --------------------------------- |
| №                                 | Дата                              | Соперник                          | Стадион                           | Счёт                              | Голы Рафаэла                      | Турнир                            |
| 1                                 | 26 мая 2012                       | Дания                             | Имтех Арена                       | 3:1                               |                                   | Товарищеский матч                 |
| 2                                 | 9 июня 2012                       | Аргентина                         | Метлайф                           | 3:4                               |                                   | Товарищеский матч                 |

Итого: 2 матча / 0 голов; 1 победы, 0 ничьих, 1 поражение

## Достижения
- Чемпион английской Премьер-лиги (3): 2008/09, 2010/11, 2012/13
- Обладатель Кубка Футбольной лиги (2): 2008/09, 2009/10
- Обладатель Суперкубка Англии (2): 2011, 2013
- Победитель Клубного чемпионата мира: 2008
- Победитель бразильской Серии B: 2021
- Чемпион Южной Америки среди юношей (до 17 лет): 2007

## Статистика выступлений
| Клуб              | Сезон            | Лига | Лига | Кубок страны | Кубок страны | Кубок лиги | Кубок лиги | Еврокубки | Еврокубки | Прочие | Прочие | Итого | Итого |
| Клуб              | Сезон            | Игры | Голы | Игры         | Голы         | Игры       | Голы       | Игры      | Голы      | Игры   | Голы   | Игры  | Голы  |
| ----------------- | ---------------- | ---- | ---- | ------------ | ------------ | ---------- | ---------- | --------- | --------- | ------ | ------ | ----- | ----- |
| Манчестер Юнайтед | 2008/09          | 16   | 1    | 2            | 0            | 5          | 0          | 4         | 0         | 1      | 0      | 28    | 1     |
| Манчестер Юнайтед | 2009/10          | 8    | 1    | 0            | 0            | 4          | 0          | 4         | 0         | 0      | 0      | 16    | 1     |
| Манчестер Юнайтед | 2010/11          | 16   | 0    | 3            | 0            | 2          | 0          | 7         | 0         | 0      | 0      | 28    | 0     |
| Манчестер Юнайтед | 2011/12          | 12   | 0    | 1            | 0            | 1          | 0          | 3         | 0         | 1      | 0      | 18    | 0     |
| Манчестер Юнайтед | 2012/13          | 28   | 3    | 4            | 0            | 1          | 0          | 7         | 0         | 0      | 0      | 40    | 3     |
| Манчестер Юнайтед | 2013/14          | 19   | 0    | 0            | 0            | 5          | 0          | 4         | 0         | 1      | 0      | 29    | 0     |
| Манчестер Юнайтед | 2014/15          | 10   | 0    | 1            | 0            | 0          | 0          | 0         | 0         | 0      | 0      | 11    | 0     |
| Манчестер Юнайтед | Итого            | 109  | 5    | 11           | 0            | 18         | 0          | 29        | 0         | 3      | 0      | 170   | 5     |
| Олимпик Лион      | 2015/16          | 21   | 1    | 1            | 0            | 0          | 0          | 5         | 0         | 0      | 0      | 27    | 1     |
| Олимпик Лион      | 2016/17          | 27   | 0    | 1            | 0            | 0          | 0          | 11        | 0         | 1      | 0      | 40    | 0     |
| Олимпик Лион      | 2017/18          | 24   | 1    | 1            | 0            | 0          | 0          | 6         | 0         | 0      | 0      | 31    | 1     |
| Олимпик Лион      | 2018/19          | 18   | 0    | 0            | 0            | 0          | 0          | 3         | 0         | 0      | 0      | 21    | 0     |
| Олимпик Лион      | 2019/20          | 8    | 0    | 0            | 0            | 0          | 0          | 1         | 0         | 0      | 0      | 9     | 0     |
| Олимпик Лион      | Итого            | 98   | 2    | 3            | 0            | 0          | 0          | 26        | 0         | 1      | 0      | 128   | 2     |
| Всего за карьеру  | Всего за карьеру | 207  | 7    | 14           | 0            | 18         | 0          | 55        | 0         | 4      | 0      | 298   | 7     |

(откорректировано по состоянию на 11 января 2020 года)

## Личная жизнь
Женат на своей давней подруге Карле, с которой встречался с 16 лет. 4 января 2012 года у них родилась дочь Эдуарда.
Хотя Рафаэл и Фабио начали карьеру в «Флуминенсе», они являются болельщиками клуба «Ботафого», который является традиционным соперником «Флуминенсе».